# Federico Agliardi
Federico Agliardi (Brescia, 11 de fevereiro de 1983) é um futebolista italiano. Atualmente joga no A.C. Cesena.

## Carreira
Agliari começou profissionalmente no Brescia.